# Romániában történt légi közlekedési balesetek listája
A Romániában történt légi közlekedési balesetek listája mind a halálos áldozattal járó, mind pedig a kisebb balesetek, meghibásodások miatt történt, gyakran csak az adott légiforgalmi járművet érintő baleseteket is tartalmazza évenkénti bontásban.

## Romániában történt légi közlekedési balesetek

### 1944
- 1944. április 12., Radnai-havasok. Hegyoldalnak csapódott egy meghibásodott B–25C Mitchell szállító-bombázógép. Személyzete életét vesztette.[1]

### 1995
- 1995. június 25., Balko. Repülőnapon, bemutatórepülés közben lezuhant egy Jak–52-es típusú katonai repülőgép. A gép egyik pilótája a helyszínen életét vesztette, míg a másik pilótát súlyos sérülésekkel szállították kórházba.[2][3]

### 2010
- 2010. július 26.., Bucsecs-hegység. Egy izraeli CH-53 Sikorsky katonai helikopter ütközött neki gyakorlatozás közben a nyugati gerincnek, hét ember halálát okozva.[4]
- 2010. november 1., Aranyosgyéres mellett, Kolozs megye. Lezuhant egy MiG–21 Lancer típusú 329-es oldalszámú vadászgép időjárás-felderítő repülés közben. A gép kettő pilótája életét vesztette a balesetben.[5]

### 2017
- 2017. június 12., Konstanca közelében. A Kogalniceanu repülőtérről gyakorlórepülés miatt felszállt MiG–21 Lancer típusú vadászgép zuhant le a hajtómű meghibásodása miatt. A pilóta katapultált, ám a földet éréskor gerincsérülést szenvedett. Húsz év alatt ez már a huszadik balesete volt ennek a géptípusnak Romániában.[6]

### 2018
- 2018. augusztus 04., Suceava megye. Két kis repülőgép összeütközött egy légi parádé előtti begyakorlás során. Az egyik gép pilótája életét vesztette, a másik pilóta súlyos sérülésekkel került kórházba. A baleset körülményeit vizsgálják a hatóságok.[7]

### 2020
- 2020. március 19. este, Világos közelében. Lezuhant egy kisrepülő Világos mellett. A gépen kettő fő volt, mindketten életüket vesztették a baleset következtében.[8]